# Soniq Circus (musikalbum)
Soniq Circus är ett studioalbum av det svenska progrock-bandet Soniq Circus, utgivet 2007. Detta är bandets officiella debutalbum.

## Låtlista
1. "Overture" - 3:14
2. "Welcome" - 4:44
3. "Bright Future" - 8:26
4. "Revolution" - 5:10
5. "An Idiot" - 8:23
6. "Chain of Consequences" - 8:58
7. "Colliding Stars" - 8:47

## Recensioner
- Recensioner sammanställda på Progress Records webbplats
- Recensioner sammanställda på Soniq Circus webbplats